# Rosoy-en-Multien
Rosoy-en-Multien ist eine Gemeinde im französischen Département Oise in der Region Hauts-de-France. Sie gehört zum Kanton Nanteuil-le-Haudouin (bis 2015 Kanton Betz) im Arrondissement Senlis.  Die Bewohner nennen sich Rosaliens. 

## Lage
Das Gemeindegebiet wird vom Bach Gergogne durchquert, der zur Ourcq entwässert.
Die Gemeinde grenzt im Nordwesten an Étavigny, im Nordosten an Boullarre, im Osten an Rouvres-en-Multien, im Südosten an May-en-Multien, im Süden an Le Plessis-Placy, im Südwesten an Vincy-Manœuvre und im Westen an Acy-en-Multien.
Rosoy-en-Multien wird von der vormaligen Route nationale 332 tangiert.

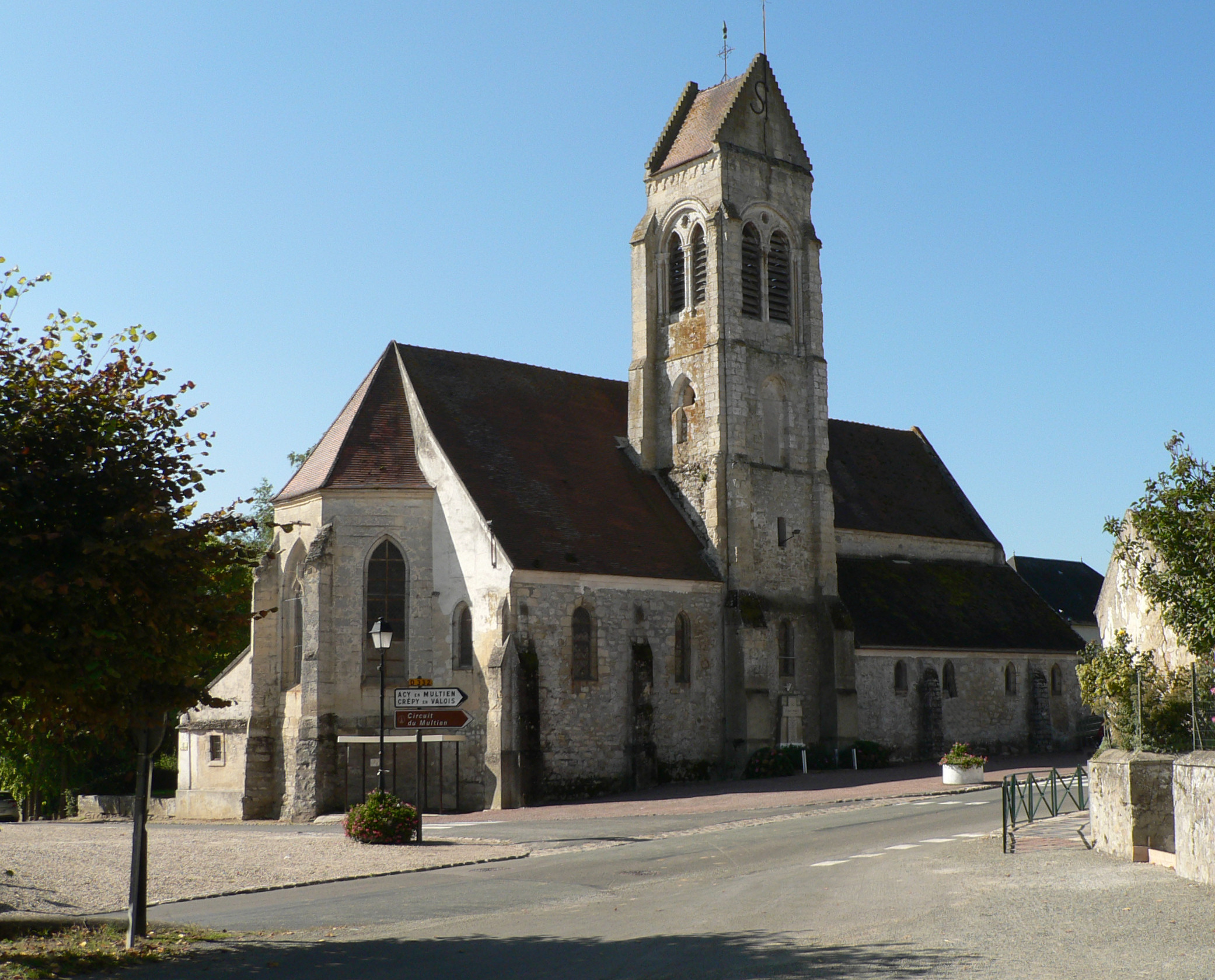
Kirche Saint-Thomas-de-Canterbury

## Bevölkerungsentwicklung
| Jahr      | 1962 | 1968 | 1975 | 1982 | 1990 | 1999 | 2008 | 2013 |
| --------- | ---- | ---- | ---- | ---- | ---- | ---- | ---- | ---- |
| Einwohner | 183  | 152  | 223  | 281  | 387  | 399  | 496  | 478  |